# Тяпкин, Павел Григорьевич

Тяпкин П.Г.

Тяпкин Павел Григорьевич (1884 — 5 января 1918) — начальник штаба Красной Гвардии Дорогомиловского района.
Рабочий фабрики Гивартовского.
В 1914 году был арестован и заключён сначала в Курскую, а затем в Псковскую тюрьму.
Освобождён во время Февральской революции.
Воевал на фронте в первую мировую войну.
После Октябрьской революции был откомандирован в Москву и здесь оставлен для работы в Дорогомиловском Совете.
Погиб при теракте правых эсеров, организовавших взрыв в Дорогомиловском Совете (М. Дорогомиловская, 22).
Похоронен у Кремлёвской стены.